# Atlantiska orkansäsongen 2007
Den atlantiska orkansäsongen 2007 pågår officiellt från den 1 juni 2007 till den 30 november 2007. Historiskt sett bildas de allra flesta tropiska cyklonerna under denna period på året.

## Orkannamn 2007
Varje år görs en lista upp över vilka orkannamn som skall gälla för det året. Om möjligt återanvänds listan vart sjätte år; listan för 2007 är således samma som listan för 2001 förutom att Andrea, Ingrid och Melissa ersatt Allison, Iris och Michelle.
- Andrea (storm)
- Barry (storm)
- Chantal (storm)
- Dean (orkan)
- Erin (storm)
- Felix (orkan)
- Gabrielle (storm)
- Humberto (orkan)
- Ingrid (storm)
- Jerry (storm)
- Karen (storm)
- Lorenzo (orkan)
- Melissa (storm)
- Noel (storm)
- Olga
- Pablo
- Rebekah
- Sebastien
- Tanya
- Van
- Wendy

## Stormar

### Subtropiska stormen Andrea
Ett oväder bildas sydöst om Georgia och utvecklas den 9 maj till en storm av samma styrka som en tropisk storm. Redan den 10 maj var den så försvagad att den inte längre klassades som en storm.

### Tropiska stormen Barry
En tropisk cyklon bildas i Karibiska havet utanför Honduras den 30 maj och utvecklas till en tropisk storm den 1 juni. Stormen drog över norra Florida men från 2 juni klassades den inte längre som en tropisk storm. Ovädret drog vidare längs USA:s östkust och gav stora mängder nederbörd.

### Tropiska stormen Chantel
Ett oväder som bildades vid Bahamas den 28 juli rörde sig nornordöst utanför den amerikanska östkusten och stärktes till en tropisk cyklon den 30 juli. Den 31 juli var cyklonen så kraftig att den klassades som en tropisk storm och gavs namnet Chantal, samma dag försvagades stormen igen och drog bort mot Nova Scotia där den orsakade översvämningar.

### Orkanen Dean
Den tropiska stormen Dean bildades den 14 augusti ur en tropisk cyklon som bildats söder om Kap Verde den 13 augusti. Stormen rörde sig västerut och under de gynnsamma väderförhållandena utvecklades den till orkanen Dean den 16 augusti innan den nådde fram till Antillerna. 

### Tropiska stormen Erin
Den tropiska stormen Erin bildades den 15 augusti i Mexikanska golfen. Den försvagades till en tropisk cyklon efter att ha gått in över Texas dan efter.

### Orkanen Felix
Den tropiska stormen Felix bildades den 31 augusti vid Grenada och uppgraderades till en orkan den 1 september. Orkanen drog fram i en nästan rakt västlig bana precis norr om Nederländska antillerna. Den 3 september uppgraderades Felix till en kategori 5 orkan, senare under dagen blev degraderad till en kategori 4 orkan för att sedan återigen bli en kategori 5 den 4 september. På morgonen den 4 september drog orkanen in med full styrka över norra Moskitkusten i Nicaragua och försvagades sedan när den drog in rakt västerut i de centralamerikanska bergen.

### Tropiska stormen Gabrielle
Den subtropiska stormen Gabrielle bildades ur ett extratropiskt lågtryck den 7 september sydöst som North Carolinas kust. Gabrielle blev den 8 september uppgraderad till en tropisk storm.

### Tropiska stormen Ingrid
Den åttonde tropiska depressionen bildades ur en tropisk våg 1815 km öst om Små Antillerna den 12 september. Blev en tropisk storm tidigt den 14 september och fick namnet Ingrid.

### Orkanen Humberto
Den nionde tropiska depression bildades ur ett icke-tropisk lågtryck i den nord-västra delen av Mexikanska golfen den 12 september. Depressionen blev senare under dagen uppgraderad till en tropisk storm och fick namnet Humberto.

### Subtropiskt lågtryck nr 10
Ett extratropiskt lågtryck bildades utanför Floridas östkust den 18 september. Den ökade sakta i styrka allt eftersom den nådde varmare vatten och blev en subtropisk depression den 21 september precis söder om Florida Panhandle. Tre timmar blev den uppgraderad till en tropisk depression. Ännu senare, den 21 september, nådde depressionen land, och nådde därför aldrig tropisk styrka.
Skador från det föregående lågtrycket har rapporterats från Eustis, Florida, där en eller flera tornados skadade eller förstörde omkring 50 hus, men orsakade inga allvarliga skador.

### Tropiska stormen Jerry
Tidigt den 23 september bildades en subtropisk depression från ett tidigare extratropisk lågtryck omkring 1710 km väst om Azorerna. Den ökade snabbt i styrka och blev den subtropiska stormen Jerry senare på morgonen, medan den låg långtifrån land. Den blev den tropisk storm tidigt den 24 september, men försvagades samma dag när den rörde sig över kallare vatten. Men den åkte åt nordväst, ökade den i styrka och blev en tropisk storm igen och nådde sin högsta vindhastighet på 75 km/h sent den 24 september. Kort därefter blev Jerry uppfångat av ett större extratropiskt lågtryck.

### Orkanen Karen
En mycket stor tropisk front bildades utanför Afrikas den fjärde veckan i september och fortsatte söderut mot Kap Verde. Den blev sakta organiserad, och den 25 september, blev den en tropisk depression. Sex timmar senare blev den uppgraderad till den tropiska stormen Karen. Den 26 september ökade Karen snabbt i styrka till nästan orkanstyrka.

### Orkanen Lorenzo
En tropisk front tog sig in i Mexikanska golfen den fjärde veckan i september. Den började sakta att organisera sig, och på eftermiddagen den 25 september, blev den klassificerad som en tropisk depression över Campechebukten. Den 27 september ökade den snabbt i styrka och blev den tropiska stormen Lorenzo. Endast 7 timmar senare blev den uppgraderad till en orkan.

### Tropiska stormen Melissa
Ett område av lågtryck förknippat med en tropisk front nära Kap Verde-öarna utvecklades till en tropisk depression den 28 september efter att sakta utvecklats i två dagar. Tidigt nästa dag blev den uppgraderad till den tropiska stormen Melissa.

### Tropiskt lågtryck nr 15
Den 11 oktober, bildades en tropisk depression öster om Bermuda ur ett tidigare icke-tropisk lågtryck, möjligen, kvarlämningarna av den Tropiska stormen Karen. Den försvann senare utan att ha ökat i styrka.

### Orkanen Noel
Under kvällen den 27 oktober blev ett lågtryck som sakta utvecklats i östra delen av Karibiska havet tillräckligt organiserat för att bli klassificerat som en tropisk depression. Depressionen ökade sakta i styrka och blev en tropisk storm på eftermiddagen den 28 oktober.
Hittills har 106 människor dött på grund av Noel.